# Maquiavelo (juego de cartas)
Machiavelli  o Maquiavelo es un Juego de naipes italiano derivado del Rummy que es normalmente jugado por 2 hasta 4 jugadores, pero puede ser jugado por incluso un número más alto. Debido a sus características, no es generalmente asociado con los juegos de apuesta sino con los juegos para fiestas. Su aparición se remonta hasta la Segunda Guerra Mundial.

## Reparto
El juego requiere dos mazos de 52 bajaras estándares, excluyendo comodines. El repartidor, escogido al azar, entrega 11 cartas a cada jugador en el sentido de las manecillas del reloj. Si hay más de cuatro jugadores, el repartidor puede reducir el número de cartas de cada persona, tres cartas siendo el mínimo. Después de repartir, el resto de las cartas son colocadas en el centro de la mesa.

### Versión alternativa
El juego requiere dos mazos de 52 bajaras estándares, excluyendo comodines. El repartidor, escogido al azar, entrega 6 cartas a cada jugador en el sentido de las agujas del reloj. Después de repartir coloca cuatro cartas con la cara hacia arriba frente al resto de cartas que coloca en el centro de la mesa. Estas cartas pueden ser tomadas solo si puedes formar al menos tres números iguales. Son cartas de ayuda.

## Juego de apertura
El jugador a la izquierda del repartidor va primero. El juego continúa en el sentido de las agujas del reloj.

## Reglas
Hay tres acciones principales que el jugador puede decidir jugar:
- Jugar una combinación válida de cartas en la mesa.
- Añade una o más cartas a una combinación existente de cartas.
- Tomar una de las cartas del centro de la mesa si no haces otra jugada.

Una combinación válida puede ser:
- Tres (o cuatro) de la misma carta, pero de palos diferentes (ejemplo: 7♥ 7♦ 7♠)
- Al menos tres cartas consecutivas del mismo palo (ejemplo: 3♠ 4♠ 5♠)
- Añadir una o más cartas a una combinación existente en la mesa (ejemplo: añadiendo 2♠ a 3♠ 4♠ 5♠, y/o añadiendo 7♣ a 7♥ 7♦ 7♠)

Cuándo finalice sus movimientos el jugador actual, pasa el juego al jugador en su izquierda y no tendría que tomar una carta del centro de la mesa. Un jugador que no puede colocar alguna carta en la mesa tiene que tomar una carta del centro de la mesa y ceder el turno al jugador de su izquierda.

## Características especiales del juego
La característica que define el Maquiavelo está en la capacidad de hacer cambios a las combinaciones de cartas en la mesa. El jugador actual, si lo desea, puede reorganizar las cartas para hacer nuevos combos, de manera que pueda jugar una o más cartas de su mano. Todas las combinaciones nuevas tienen que ser válidas y los jugadores no pueden sacar cartas que ya están en la mesa.

## Objetivo
El jugador quién utilice todas las cartas en su mano gana el juego.

## Restaurando Combinaciones
Si un jugador reacomoda las cartas en la mesa y se da cuenta de que su intento de juego dejará combinaciones nulas, deberá regresar todas las cartas a los grupos que existían en antes de que empezara su turno; si es incapaz de hacerlo,  deberá tomar tres cartas. Los otros jugadores entonces intentarán restaurar las cartas a sus grupos originales. Las cartas nulas que queden en la mesa serán más tarde incorporadas a grupos válidos por otros jugadores.